# Rudi Kyovsky
Rudi Kyovsky, slovenski pravnik, profesor in akademik, * 17. avgust 1906, Roč, Istra, Hrvaška, † 5. januar 2002, Ljubljana.
Kyovsky je deloval kot redni profesor za delovno pravo na Pravni fakulteti v Ljubljani in bil član Slovenske akademije znanosti in umetnosti (dopisni/izredni 1976, redni od 1981) ter zaslužni profesor UL (od  1979).